# Barbara Branden
Barbara Branden, född Weidman 14 maj 1929 i Winnipeg i Manitoba, död 11 december 2013 i Los Angeles i Kalifornien, var en kanadensisk-amerikansk författare, redaktör och föreläsare.
Hon är mest känd för sitt samarbete och senare brytning med filosofen Ayn Rand. Under 1960-talet höll Branden tillsammans med sin dåvarande make Nathaniel Branden föreläsningar och arbetade för att sprida Ayn Rands filosofi objektivism. Hon har även skrivit två böcker om Ayn Rand, Who is Ayn Rand 1962 tillsammans med Nathaniel Branden och The Passion of Ayn Rand 1986. Den senare filmatiserades 1999 med Helen Mirren i rollen som Ayn Rand och Julie Delpy i rollen som Barbara.